# Łukasz Kirby
Łukasz Kirby (ur. 1549, zm. 30 maja 1582 w Tyburn) – święty katolicki, ksiądz, męczennik.

## Życiorys
Urodził się w 1549 roku przypuszczalnie w Richmond. Studiował w Cambridge, a później w Leuven i tam się nawrócił. Teologię studiował w studium anglikańskim w Douai. Święcenia kapłańskie otrzymał w Cambrai w 1577 roku, na dalsze studia udał się do Rzymu. W 1579 roku został wysłany na misję do Anglii razem z Edmundem Campionem i Robertem Personsem. Po nieudanej próbie przeprawy, pieszo powędrował do Dunkierki i pierwszym statkiem dostał się do Dover. Został aresztowany zaraz po znalezieniu się na wyspie. Uwięziony początkowo w Gatehouse, dnia 5 grudnia 1580 roku został w przewieziony do więzienia Tower. Mimo poddania torturom odmówił uznania zwierzchnictwa królowej nad Kościołem i skazany został na powieszenie. Wyrok wykonano dnia 30 maja 1582 w miejscowości Tyburn.
Relikwie św. Łukasza Kirby przechowywane są w Stonyhurst.
Beatyfikowany został przez papieża Leona XIII 29 grudnia 1886 roku, a kanonizowany w grupie Czterdziestu męczenników Anglii i Walii przez Pawła VI 25 października 1970 roku.
Jego wspomnienie obchodzone jest w dies natalis (30 maja).